# Anomalosiphum
Anomalosiphum  (лат.) — род тлей из подсемейства Greenideinae (Cervaphidini). Юго-восточная и Восточная Азия. Около 10 видов.

## Описание
Мелкие насекомые различной окраски, от зеленоватого до коричневого и чёрного, длина 1,1—1,8 мм.
Усики крылатых форм 5-члениковые, а у и бескрылых - 4-члениковые. Ассоциированы с двудольными растениями Connaraceae, Leguminosae и Xanthophyllaceae. Диплоидный набор хромосом 2n=18 (Anomalosiphum indigoferae) .
- Anomalosiphum essigi Quednau & J.H. Martin, 2006[3]
- Anomalosiphum indigoferae A.K. Ghosh, M.R. Ghosh & Raychaudhuri[4]
- Anomalosiphum mendeli Quednau & J.H. Martin, 2006[3]
- Anomalosiphum murphyi Martin & Agarwala
- Anomalosiphum philippinensis Martin & Agarwala
- Anomalosiphum pithecolobii Takahashi
- Anomalosiphum scleroticum Qiao & G.-X. Zhang, 2001[5]
- Anomalosiphum takahashii
- Anomalosiphum tiomanensis Martin & Agarwala